# Afromicrodon stuckenbergi
Afromicrodon stuckenbergi är en tvåvingeart som först beskrevs av Keiser 1971.  Afromicrodon stuckenbergi ingår i släktet Afromicrodon och familjen blomflugor.
Artens utbredningsområde är Madagaskar. Inga underarter finns listade i Catalogue of Life.